# Corynotheca micrantha
Corynotheca micrantha là một loài thực vật có hoa trong họ Măng tây. Loài này được (Lindl.) Druce mô tả khoa học đầu tiên năm 1917.

## Hình ảnh

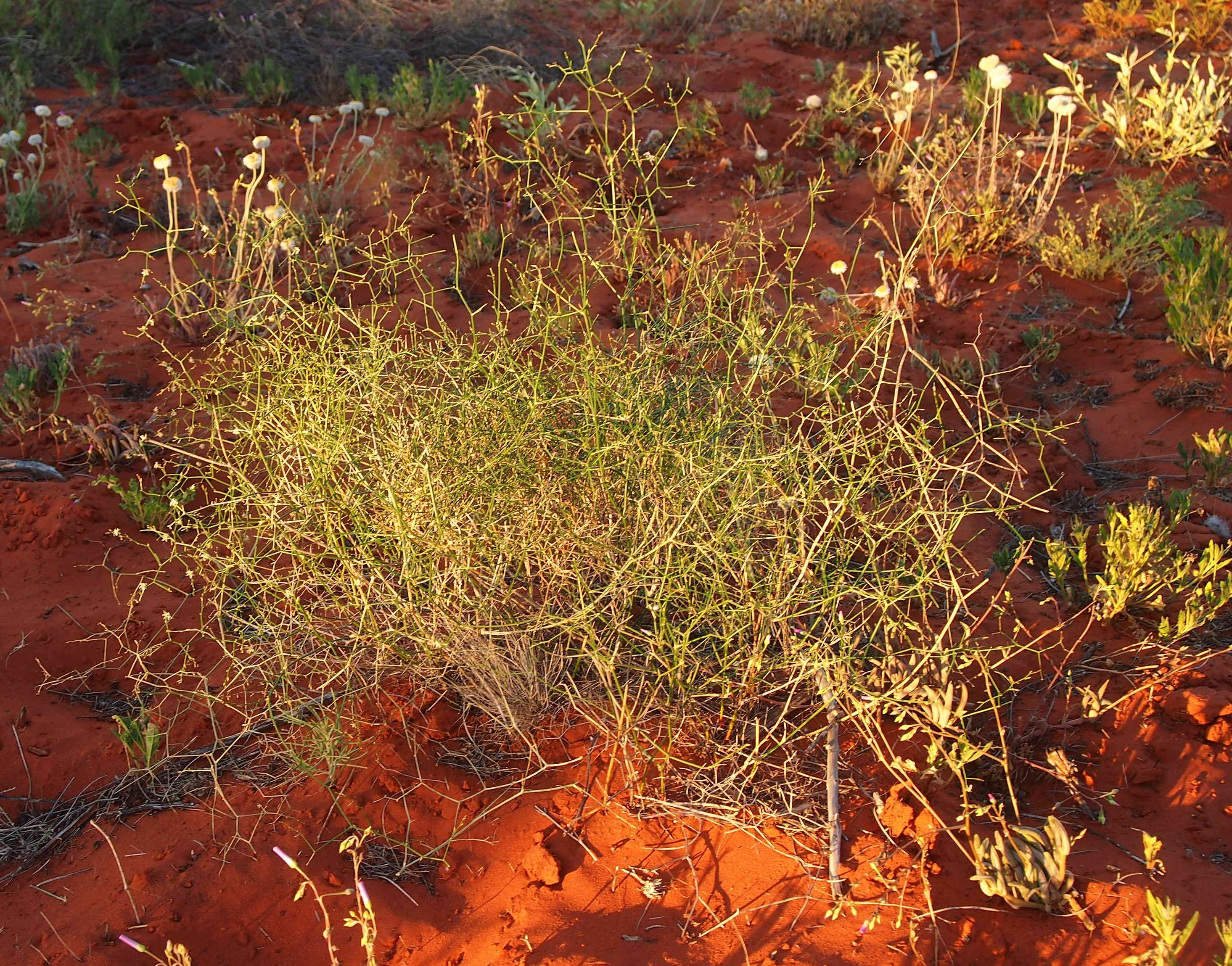